# Johannes Jacobus van Oosterzee

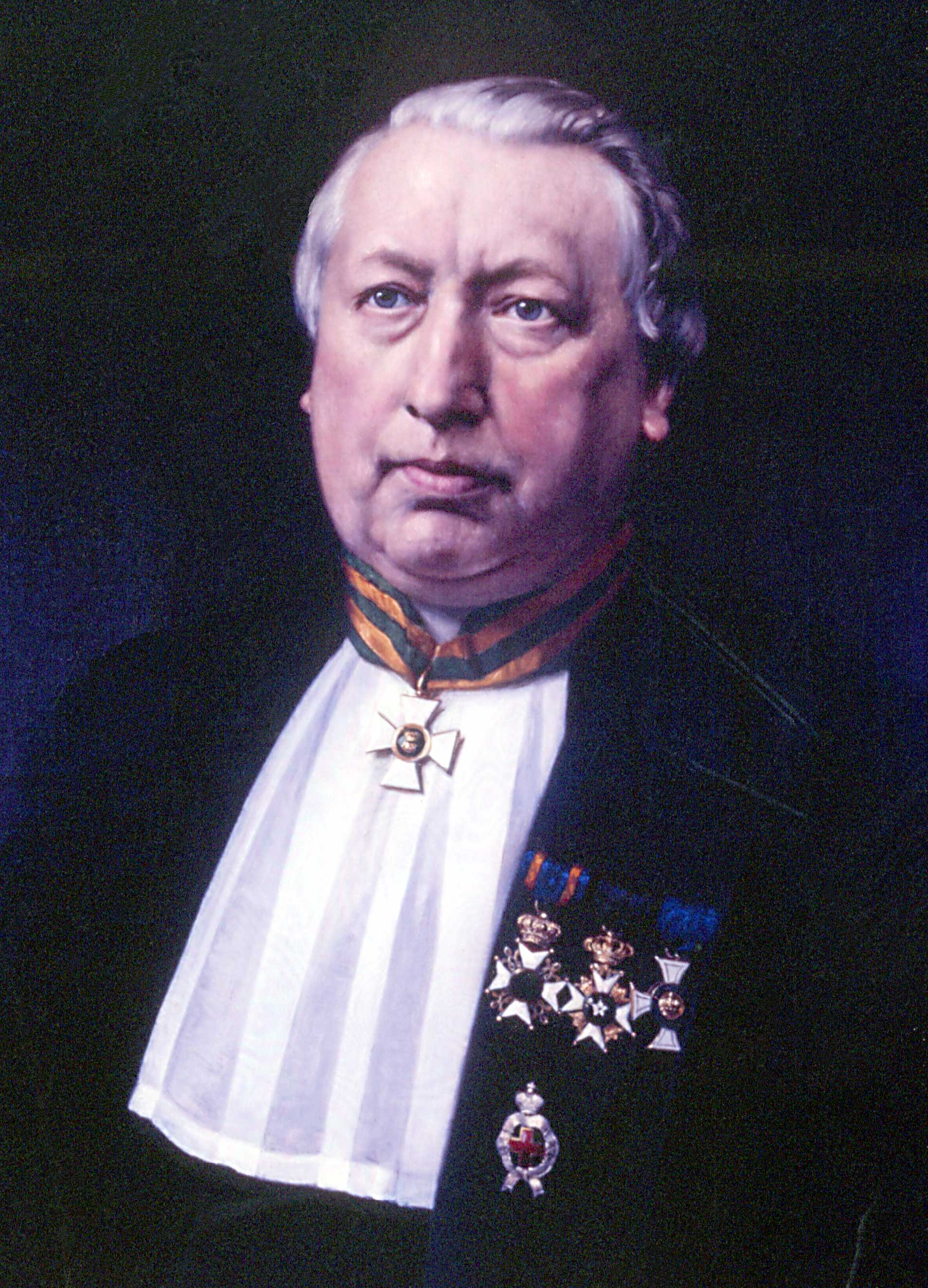
Portret van J.J. van Oosterzee door J.H. Neuman

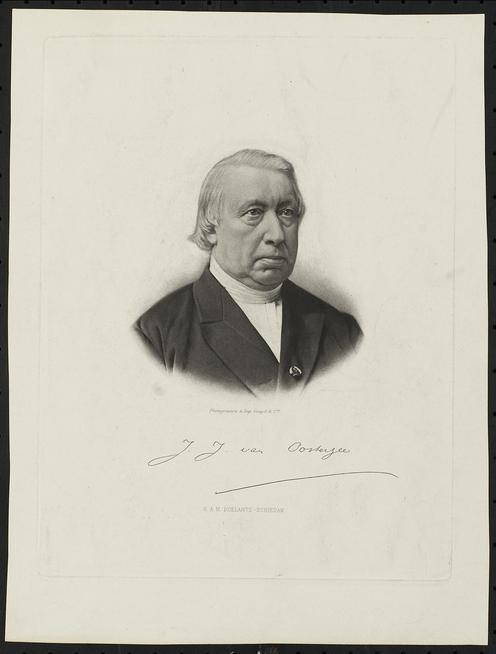
Johannes Jacobus van Oosterzee

Johannes Jacobus (Jan) van Oosterzee (Rotterdam, 1 april 1817 - Wiesbaden, 29 juli 1882) was een Nederlandse hoogleraar, theoloog, hervormd predikant, prozaïst en dichter.

## Biografie
Van Oosterzee bezocht in Rotterdam de Franse school en na 1830 het Erasmiaans Gymnasium. Hij werd vanwege zijn uitnemende aanleg in staat gesteld om zich op het ambt van predikant voor te bereiden. Op 27 december 1834 schreef hij zich in bij de universiteit in Utrecht en promoveerde in 1840 tot doctor in de godgeleerdheid. 
Hij deed zijn intrede als predikant op 1841 te Eemnes-Binnen en stond van mei 1843 tot november 1844 te Alkmaar, waar hij in 1851 het huwelijk sloot tussen Geertruida Toussaint en de schilder Johannes Bosboom. Vervolgens werd hij in 1845 beroepen aan de Grote of Sint-Laurenskerk in zijn geboortestad Rotterdam. Hij besloot zijn carrière als hoogleraar aan de Universiteit van Utrecht, waar hij in 1863 werd aangesteld. Hij werd op 17 november 1869 benoemd tot Commandeur in de Orde van de Eikenkroon.
Samen met zijn collega Jacobus Isaac Doedes redigeerde hij van 1845 tot 1858 de Jaarboeken voor wetenschappelijke theologie. Hij richtte met Nicolaas Beets en Daniël Chantepie de la Saussaye in 1852 de vereniging van predikanten en het tijdschrift Ernst en Vrede op. Als godgeleerde en kerkredenaar schreef hij een groot aantal werken, waarvan de stijl zijn beroemde welsprekendheid evenaart, zodat die tot de letterkunde kunnen worden gerekend. Zijn prozawerken overtreffen zijn poëzie zózeer, dat zijn dichterlijke gaven aan vele van zijn bewonderaars onbekend bleven.
Van Oosterzee trok overvolle kerken, de toeloop tot zijn prediking in de Grote of Sint-Laurenskerk was zelfs voor die tijd onvoorstelbaar groot. De kerkgangers van de ochtenddienst bleven de hele middag in de kerk om hun zitplaatsen voor de middagdienst niet te verliezen. Ds. Allard Pierson (1831-1896), die zeer kritisch over Van Oosterzee oordeelde, schreef dat "hij gedurende veertig jaar als kerkleraar een door niemand geëvenaarde betekenis in Nederland heeft gehad".
Hij stond in contact met Isaäc da Costa, Guillaume Groen van Prinsterer en Hendrik Jacob Koenen en maakte naam als apologeet tegen het modernisme. Tegen het einde van zijn ambtsperiode werd hij verdrongen door de opkomende 'neocalvinisten' en jongere 'ethischen'. Eén van zijn opponenten was Cornelis Willem Opzoomer (1821-1892).

## Familie

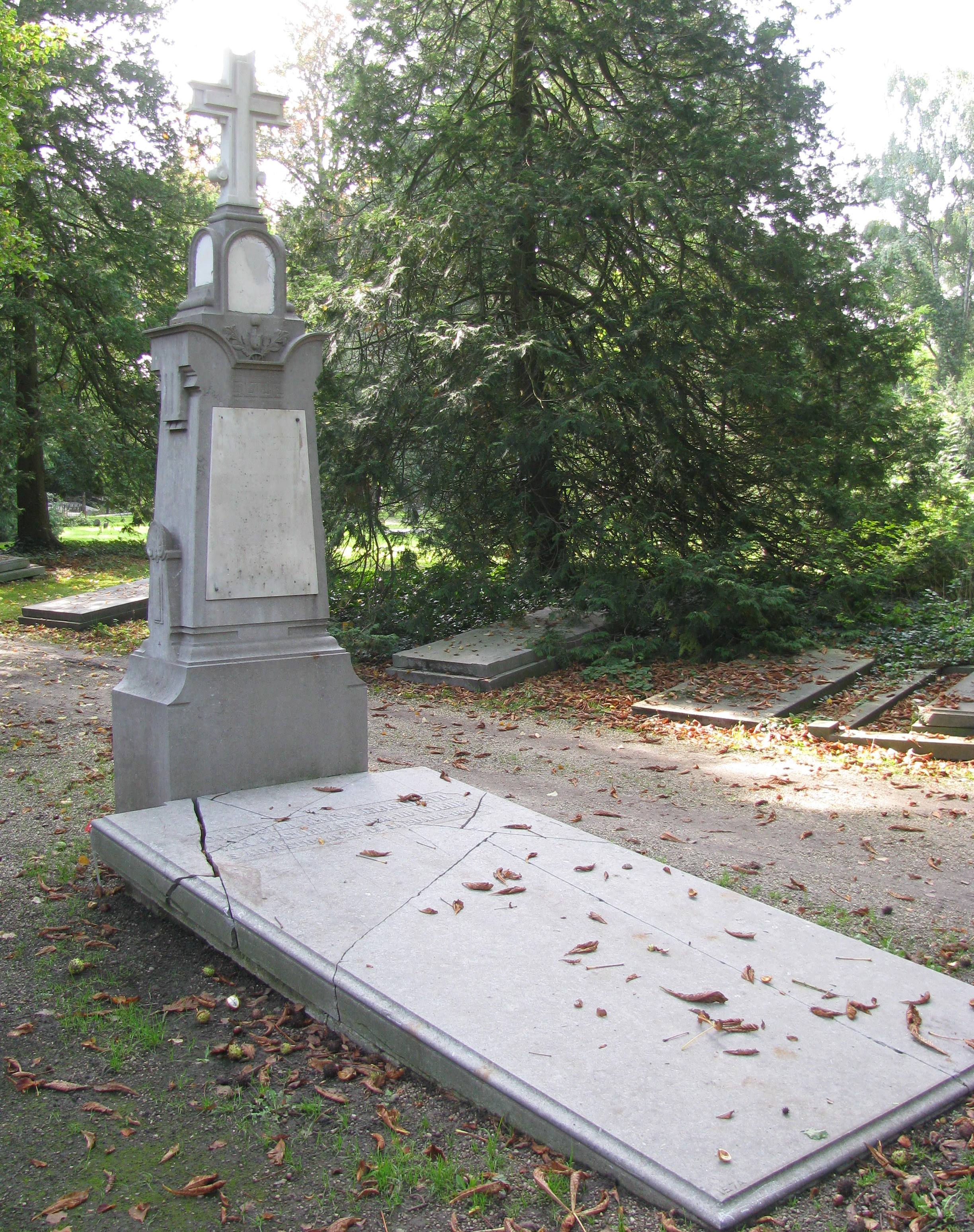
Graf van Johannes Jacobus van Oosterzee, begraafplaats Soestbergen Utrecht

Hij was een telg uit het geslacht Van Oosterzee dat is opgenomen in het genealogische naslagwerk Nederland's Patriciaat. Hij was zoon van Mattheus Henrik van Oosterzee (1779-1823), ontvanger der stedelijke accijnzen te Rotterdam en diens tweede echtgenote, de in Ritthem geboren domineesdochter Debora Jacoba Thomson (1777-1844). Zijn jongere broer Pieter Cornelis van Oosterzee (1819-1882) was president van de factorij der Nederlandsche Handel Maatschappij te Batavia. Hij groeide op in de Oppert in Rotterdam.
Van Oosterzee huwde op 28 januari 1841 te Baarn met Cornelia Maria Elisabeth de Wilde (1821-1890), dochter van Andries de Wilde, heer van Soekaboemi op Java en het landgoed Pijnenburg te Baarn. Het echtpaar kreeg dertien kinderen, waarvan er zes kort na de geboorte overleden.

De oudste zoon - Mattheus Jacobus van Oosterzee (1841-1901) - was advocaat bij het Hoog Militair Gerechtshof.
Twee van zijn zonen - Pieter Cornelis (1848-1932) en Christiaan Mari van Oosterzee (1854-1912) - waren eveneens hervormd predikant.
Andries (1843-1920) en Johannes Jacobus van Oosterzee (1847-1916) waren koopman in onder meer Nederlands-Indië.

Eén van zijn twee dochters - Sophia Henriëtte Kautzmann-van Oosterzee (1852-1934) - echtgenote van de bibliothecaris van Marianne van Oranje-Nassau - was schrijfster. De jongste dochter - Johanna Mathilda (1856- 1939) - huwde de dolerende predikant Hendrik Hoyte Veder (1853-1913), telg uit het Rotterdamse geslacht van reders Veder.

Componiste en dirigente Cornélie van Oosterzee (1863-1943) was oomzegster van hem en Engelandvaarder Chris van Oosterzee (1922-1989) een achterkleinzoon.
Van Oosterzee woonde met zijn gezin op de buitenplaats Hofwijck in Voorburg en na zijn benoeming als hoogleraar aan de Drift in Utrecht.
Tijdens het kuren in hotel "Allée Saal" in Bad Langenschwalbach werd hij onwel. Hij werd overgebracht naar een hospitaal te Wiesbaden, waar hij op 65-jarige leeftijd overleed. Van Oosterzee werd op 3 augustus 1882 begraven op de begraafplaats Soestbergen in Utrecht en zijn graf is een geklasseerd funerair rijksmonument.

## Postuum
In de wijk het Nieuwe Westen te Rotterdam werd een straat naar Jan van Oosterzee vernoemd en op een hoek is een schild geplaatst met een strofe uit een tussenrijm van zijn hand:

Mont-Blanc

Daar staat gij, als Monarch, omringd met eerlauwrieren.

De bergen om u heȇn zijn als uw lijfstaffieren,

Wier neȇrgedoken kruin uw grootheid hulde doet.

U strekt een rots ten Troon, een ijswrong siert uw slapen,

Uw mantel is van sneeuw, lawinen zijn uw wapen,

En gletschers 't vloertapeet, dat g' uitrolt voor uw voet.